# 経験値分析
経験値分析（けいけんちぶんせき）とは保険会社において、保険事故の発生状況や解約失効の実績状況を分析することをいう。経験値分析の結果は、現在の保険料水準の妥当性評価や、将来収支予測におけるアサンプション設定等に活用される。近年、経済価値ベースのソルベンシー規制が検討、進められていることから、経験値分析の重要性が高まっている。経験値分析は、アクチュアリーの主要な業務の1つである。

## 保険事故発生率
保険会社にあっては、死亡率や入院率等の保険事故がどのような頻度で起きているかは、会社の財務状況や損益に大きく影響するだけでなく、保険料の妥当性を見直す際の根拠となる。従って、保険事故発生率の経験値分析は、保険会社にとって非常に重要である。

## 解約失効率
保有契約のうち、どの程度の割合が解約あるいは失効するかの率を分析する。解約失効率は、保険契約キャッシュフローに与える影響が大きい一方で、以下で説明するように、推定誤差が大きい。また、解約失効率は、経過年度や解約返戻金の水準、手数料支払形態等、影響する要素が多いため、保険商品の特性を踏まえた分析が必要である。
近年では、貯蓄性商品について、金利を含む市場動向によって解約失効率が影響を受けるのではないかという問題意識が広がっている。このため、解約失効率について、金利等との相関に関する分析も行われるようになってきている。

## 事業費
事業費の分析については、経験値分析に含める場合もあれば、経験値分析は保険事故および契約者行動に関するものに限るものとして、事業費の分析は事業費分析として区別することもある。明確な定義はなく、会社によって異なるようである。このため、以下では事業費分析と呼ぶこととする。
事業費分析では、以下のような点が重要となる。
1. 新契約費と維持費の区分
2. 固定費と変動費の区分
3. 事業費配賦のドライバーの決定